# Ź
Ź (minuscolo: ź) è una lettera formata da una Z con l'aggiunta di un accento acuto. Essa è presente nell'alfabeto polacco e in quello montenegrino e il suono è comune in altre lingue.
Le lingue slave, di solito usano il suono palatizzato di /z/
- Nella lingua polacca - [ʑ] (consonante fricativa alveolopalatale sonora)
- Nella lingua montenegrina - rappresentata con "zj"
- Nell'alfabeto Bielorusso Łacinka per зь /zʲ/
- Nella lingua sorbiana inferiore [ʑ]
- Nella romanizzazione nel pashtu, essa rappresenta la consonante alveolare affricativa (d͡z).
- Negli alfabeti emiliano e romagnolo, essa rappresenta la consonante dentale fricativa [ð].